# Ceriagrion batjanum
Ceriagrion batjanum là một loài chuồn chuồn kim trong họ Coenagrionidae.
Ceriagrion batjanum được Asahina miêu tả khoa học năm 1967.